# Episodi di From (prima stagione)
La prima stagione della serie televisiva From, composta da 10 episodi, è stata distribuita negli Stati Uniti d'America da Epix dal 20 febbraio al 10 aprile 2022.
In Italia la serie è stata distribuita da Paramount+ dal 5 ottobre al 2 novembre 2022.
| nº | Titolo originale              | Titolo italiano                        | Prima TV USA     | Pubblicazione Italia |
| -- | ----------------------------- | -------------------------------------- | ---------------- | -------------------- |
| 1  | Long Day's Journey Into Night | Una lunga giornata, dalla luce al buio | 20 febbraio 2022 | 5 ottobre 2022       |
| 2  | The Way Things Are Now        | Come stanno le cose ora                | 20 febbraio 2022 | 5 ottobre 2022       |
| 3  | Choosing Day                  | Il giorno delle scelte                 | 20 febbraio 2022 | 12 ottobre 2022      |
| 4  | A Rock and a Farway           | Il sasso e l'albero                    | 27 febbraio 2022 | 12 ottobre 2022      |
| 5  | Silhouettes                   | Sagome nere                            | 6 marzo 2022     | 19 ottobre 2022      |
| 6  | Book 74                       | Libro 74                               | 13 marzo 2022    | 19 ottobre 2022      |
| 7  | All Good Things...            | Festeggiamenti                         | 20 marzo 2022    | 26 ottobre 2022      |
| 8  | Broken Windows, Open Doors    | Finestre rotte, porte aperte           | 27 marzo 2022    | 26 ottobre 2022      |
| 9  | Into the Woods                | Nella foresta                          | 3 aprile 2022    | 2 novembre 2022      |
| 10 | Oh, the Places We'll Go       | I posti in cui andremo                 | 10 aprile 2022   | 2 novembre 2022      |

## Una lunga giornata, dalla luce al buio
- Titolo originale: Long Day's Journey Into Night
- Diretto da: Jack Bender
- Scritto da: John Griffin

### Trama
Boyd, lo sceriffo locale di una abbandonata cittadina, avvisa tutti gli abitanti di rientrate in casa per la notte. Durante la notte una bambina e sua madre vengono brutalmente uccise perché la piccola aveva aperto la finestra, attirata da un'anziana signora. Il giorno seguente la famiglia Matthews, composta dal padre Jim, dalla madre Tabitha e dai figli Julie ed Ethan, durante un viaggio in auto sono costretti a fare una deviazione dall'autostrada e si ritrovano nella piccola città. Boyd ordina loro di proseguire dritto per ritornare all'autostrada. I Matthews dunque riprendono a guidare il loro camper, ma si ritrovano a tornare ripetutamente in città, finché non incontrano un'altra auto, con a bordo Tobey e Jade, che li manda fuori strada. I cittadini arrivano in aiuto e portano in città Tobey, ma questo viene ucciso nella clinica da una misteriosa specializzanda, Sara. Boyd e il medico del paese, Kristi, decidono di rimanere tutta la notte con Jim nel camper per occuparsi di Ethan, rimasto immobile per una grave ferita alla gamba. Tabitha, Julie e Jade invece vengono portati in città dal vicesceriffo Kenny, dal sacerdote della città Padre Khatri, e da Ellis, il figlio di Boyd. A causa di un problema alla loro auto, sono poi costretti a correre a piedi verso la "Casa Coloniale" prima che faccia buio. Al camper intanto, al calar della notte, alcuni sconosciuti si avvicinano al veicolo mentre loro tentano di salvare il bambino. 

## Come stanno le cose ora
- Titolo originale: The Way Things Are Now
- Diretto da: Jack Bender
- Scritto da: John Griffin

### Trama
In città, il gruppo riesce giusto in tempo a raggiungere la Casa Coloniale. Qui vengono accolti in modo non troppo benevolo dalla leader della Casa, Donna. Secondo il protocollo Tabitha, Julie e Jade, privo di sensi, vengono separati e confinati per sicurezza, in modo tale da spiegar loro con calma cosa succede in quella cittadina. Intanto nel camper Kristi, Boyd e Jim stabilizzano Ethan, mentre i mostri continuano a circondare il veicolo. Boyd quindi spiega a Jim la situazione della città: i boschi circostanti sono pieni di creature intelligenti e mutaforma che, in modo persuasivo e ingannevole, entrano in casa delle persone per torturarle e ucciderle. Loro non sanno quale sia il motivo preciso, sembra quasi lo facciano solo per divertimento. Tutti gli abitanti della città sono persone arrivate lì per caso e che poi sono rimaste intrappolate. Il primo ad esser riuscito a sopravvivere è uno strano uomo di nome Victor, che vive lì ormai da tantissimi anni. In passato Boyd ha scoperto dei misteriosi talismani che, se collocati all'interno di una struttura, fungono da scudo contro i mostri. Alla clinica, Sara viene convinta dalla voce dei mostri ad aprire la porta per farli entrare. I mostri dunque entrano e uccidono brutalmente tutti i presenti, compreso l'anziano padre di Kenny. Arriva il mattino e Boyd e Kristi portano Jim ed Ethan in città, mentre Kenny scopre la carneficina alla clinica e si addolora. Nella Casa Coloniale, Ethan si affaccia alla finestra e vede un misterioso bambino vestito di bianco.

## Il giorno delle scelte
- Titolo originale: Choosing Day
- Diretto da: Jack Bender
- Scritto da: John Griffin

### Trama
Donna spiega la situazione a Jade, finalmente ritornato cosciente. Incredulo, pensa che il tutto sia una sorta di escape room organizzata da Tobey, che in realtà è ormai morto. Padre Khatri conduce Jim e Tabitha a fare un giro della città, spiegando loro che si sottoporranno a un rituale locale chiamato "Giorno della Scelta", in cui decideranno se alloggiare in una casa privata nella città vera e propria o in una comune, nella Casa Coloniale. Passando accanto a una strana struttura al centro della città, Khatri spiega loro che quella è l'unica forma di punizione della città, la "Gabbia", in cui il colpevole viene confinato per una notte e lasciato esposto ai mostri. Questa punizione, mai avvenuta prima essendo stata pensata solo per spaventare, è riservata per la prima volta a Frank, un ubriacone la cui negligenza ha causato la morte della moglie e della figlia. Boyd cerca di risparmiare Frank, non vorrebbe chiuderlo lì dentro, ma lui rifiuta. Al giorno della scelta di Jade e della famiglia Matthews, Julie sceglie la Casa Coloniale mentre la sua famiglia ha scelto l'ex residenza di Frank. Jade invece fa una scenata e viene portato sulla tomba di Tobey, così che possa rendersi conto che è tutto reale. Kenny dunque lo porta a stare a casa sua, mentre Julie e il resto della famiglia Matthews si sistemano separatamente nelle loro nuove case. Frank durante la notte viene ucciso dai mostri nella gabbia.

## Il sasso e l'albero
- Titolo originale: A Rock and a Farway
- Diretto da: Jack Bender
- Scritto da: Javier Grillo-Marxuach

### Trama
In un flashback un Victor bambino (il primo ad esser sopravvissuto una volta giunto alla cittadina nonché colui che è lì da più tempo) vede i cadaveri di molti abitanti. Un bambino vestito di bianco appare e lo invita a giocare su una giostra. Nel presente, Ethan capisce che il bambino vestito di bianco che ha visto è lo stesso ritratto in un disegno che gli ha mostrato Victor. Kenny spiega a Jade che la città non sembra trovarsi in un vero e proprio luogo fisico, in quanto tutti i suoi abitanti sono finiti lì mentre si trovavano in punti diversi degli Stati Uniti. Mentre parlano, una radio emette delle scariche e Jade la porta via. Alla Casa Coloniale, Julie inizia ad avere dei rimpianti quando scopre che gli altri nella comune condividono tutto, compresi i vestiti, e che ci sono diverse persone strane. Tabitha va da lei per provare a convincerla a tornare in casa con loro, ma Julie la affronta con rabbia, dicendole di sapere tutto sull'imminente divorzio dei genitori, a causa della morte del loro bambino, Thomas. Sa che quello era per loro l'ultimo viaggio in famiglia prima di ufficializzare il divorzio. Tabitha torna a casa e litiga con Jim. Victor porta via Ethan per cercare il ragazzo vestito di bianco. Nel bosco, Victor mostra a Ethan un albero con un'apertura: lanciando un sasso nell'albero, dimostra che gli oggetti al suo interno vengono teletrasportati in un altro spazio fisico casuale. Jim e Tabitha intanto si recano nel bosco per cercare Ethan, ma vengono circondati da cani selvatici. Victor li spaventa con una pistola, permettendo a tutti di scappare, provocando però l'ira di Jim che precedentemente l'aveva avvisato di lasciar stare suo figlio. Alla tavola calda, un'allucinazione incoraggia Sara a uccidere Ethan e lei subito dopo ha una crisi epilettica. Intanto alla Casa Coloniale Victor scava una serie di tombe nel cortile a fianco, dicendo che stavolta intende portarsi avanti col lavoro. 

## Sagome nere
- Titolo originale: Silhouettes
- Diretto da: Brad Turner
- Scritto da: Vivian Lee

### Trama
Sara alla clinica si riprende dalla sua crisi epilettica. Chiede inoltre a Kristi se secondo lei è giusto fare "una cosa brutta", sapendo che ciò poi riporterebbe tutti alla loro vera casa, facendoli uscire dalla cittadina in cui sono bloccati. Kristi le risponde in modo affermativo, riflettendo sul fatto di aver lasciato la sua fidanzata a casa, la quale ora magari si sente abbandonata da lei. Avendo avuto delle crisi epilettiche sia Sara sia Ethan, Boyd inizia a sospettare che la città stessa possa provocare qualche tipo di reazione fisica e rivela a Kristi di aver sviluppato dei tremori alla mano sinistra. Decide di prendersi qualche giorno di pausa e di andare a sfogarsi vicino la tomba di sua moglie, chiedendosi se indagare su una pista oppure lasciar perdere. Al tempo stesso anche Tabitha e Jim iniziano a porsi domande sul mistero che si cela dietro il luogo. Lo stesso fa Jade. Cominciano a pensare alla possibilità di essere in realtà morti nell'incidente e di trovarsi in purgatorio. Julie intanto va con i ragazzi della Casa Coloniale a fare il bagno in un ruscello vicino. Qui Fatima le dice di riuscire a restare tranquilla lì pensando al fatto che nulla potrà spaventarla dopo aver assistito alla morte del padre. Sara, riflettendo sulla sua conversazione con Kristi, rinchiude Tabitha in un fienile e si prepara a uccidere Ethan. Nathan arriva e la ferma, dopo aver confessato tutti i suoi dubbi sulla sorella a padre Khatri. Nella lotta però Sara uccide inavvertitamente Nathan, per poi fuggire nella foresta. 

## Libro 74
- Titolo originale: Book 74
- Diretto da: Brad Turner
- Scritto da: John Griffin

### Trama
Sara in realtà non è nella foresta, ma è tenuta prigioniera in una cantina dal prete Khatri. Lui le spiega che la Bibbia moderna è composta da 73 libri e la sua teoria è che gli abitanti della città siano messi alla prova da Dio, e che la loro situazione attuale stia formulando un nuovo 74° libro. Le voci ritornano a farsi vive nella testa di Sara, lei dice al prete di sapere della borsa che lui aveva sotterrato al suo arrivo un paio di anni fa, nonostante lei fosse arrivata solo da qualche mese. Questo porta Khatri a riflettere sul legame tra Sara e I mostri. Boyd spiega a Kenny che intende avventurarsi nel bosco, tenendo fisso un talismano in mano, per cercare di trovare una via verso la civiltà. Kenny rifiuta questo piano, vedendolo come un tentativo di suicidio di Boyd. Boyd allora confessa a Kenny di soffrire di un caso estremamente raro di Parkinson precoce. Jade e Jim riparano la radio con dei pezzi di auto di recupero, ma questa riceve solo scariche elettrostatiche, non portando a niente. Jade ha un'allucinazione di un soldato dell'epoca della Guerra Civile che lo insegue. Vede anche uno strano simbolo su un albero e lo disegna. Quando la madre di Kenny, Tian-Chen, vede il disegno, gli dà un quaderno abbandonato con simboli simili. Tornato a casa, Jim trova Tabitha che scava un buco nel seminterrato per trovare il punto in cui passano le linee elettriche. In questo scantinato trovano oggetti appartenenti al loro passato, e questo convince Jim a scavare con lei. Alla Casa Coloniale, un residente di nome Kevin parla con uno dei mostri fuori dalla finestra, che gli chiede di entrare.

## Festeggiamenti
- Titolo originale: All Good Things
- Diretto da: Jennifer Liao
- Scritto da: Vivian Lee e John Griffin

### Trama
Khatri racconta a Boyd di Sara e della sua idea secondo cui se lei sente le voci e sa cose che solo i mostri sanno, può darsi che sia estremamente connessa a quel luogo. Per lui lei potrebbe essere la chiave per permettere a tutti di uscire da lì. Propone dunque a Boyd di farsi accompagnare da lui e Sara nella sua escursione nel bosco. Jim suggerisce di costruire una vera e propria torre radio utilizzando quasi tutte le risorse disponibili, mentre lui e Tabitha continuano a scavare nel seminterrato. Jade trova una fotografia nel quaderno datogli da Tian-Chen, e lei vede nella foto Victor da bambino. Alla Casa Coloniale, i residenti festeggiano il primo anniversario dell'arrivo di Fatima in città. Durante la festa Fatima presa dall'euforia bacia una delle residenti, provocando la gelosia di Julie, che per la vergogna scappa in camera di Victor, sapendo che lì sicuro non verrà nessuno. Kevin si fa convincere ad aprire una finestra per far entrare un mostro che gli fa credere di amarlo. Il mostro lo sventra e lascia la finestra aperta per fare entrare gli altri. I mostri vagano all'interno della Casa Coloniale e uccidono molti dei membri, mentre altri fuggono in un furgone e si recano alla stazione dello sceriffo. Ellis e Fatima sopravvivono barricandosi nell'atrio della Casa Coloniale con un talismano, mentre Victor e Julie fuggono nel bosco seguendo il bambino vestito di bianco. Victor ordina a Julie di entrare in uno degli alberi con l'apertura e lei viene trasportata in una cantina. Victor le dice inoltre di avvisare il fratellino piccolo che "tutto è iniziato". Mentre Boyd e Khatri fanno entrare nella stazione gli abitanti della Casa Coloniale giunti col furgone, un mostro uccide Khatri.

## Finestre rotte, porte aperte
- Titolo originale: Broken Windows, Open Doors
- Diretto da: Jennnifer Liao
- Scritto da: Javier Grillo-Marxuach e John Griffin

### Trama
In un flashback, Boyd, sua moglie Abby ed Ellis arrivano in città pochi minuti prima del tramonto. Incontrano Khatri, che li conduce in un nascondiglio nascosto scavato nel terreno con Donna e altri abitanti. Il giorno dopo, Khatri e Donna spiegano la situazione del villaggio e Boyd assume subito il comando per aiutare gli abitanti a sopravvivere. Boyd inizia a organizzare le risorse della città, a creare nuove buche per salvare tutti, e a cercare, durante il giorno, qualcosa di utile nei boschi. Qui trova inspiegabilmente del bestiame, quindi decide di organizzare dei recinti per allevare animali. Intanto però la moglie non riesce ad accettare l'idea di stare lì. Durante una battuta di caccia, Boyd si perde nel bosco durante la notte. Rifugiatosi in una grotta, circondato da mostri, scopre i talismani e il loro effetto protettivo. Quando torna in città la mattina dopo, scopre che Abby ha aperto il fuoco sui cittadini, convinta di essere intrappolata in un incubo. Quando lei, presa dalla disperazione, sta per sparare Ellis, Boyd le spara e la uccide per salvare la vita del figlio. Nel presente, Boyd ed Ellis si riconciliano per la morte di Abby. Boyd e Sara si avventurano nei boschi e Kenny viene nominato nuovo sceriffo. Kenny, Donna e Jim spiegano il piano di costruzione della torre radio agli altri abitanti della città.

## Nella foresta
- Titolo originale: Into the Woods
- Diretto da: Jeff Renfroe
- Scritto da: John Griffin

### Trama
Boyd e Sara continuano la loro esplorazione nella foresta. Lei gli dice che i mostri le hanno detto di uccidere Ethan perché altrimenti sarebbe morto prima il fratello (cosa poi avvenuta) e poi tutti quanti gli altri.  Raggiungono la grotta dove lui ha trovato per la prima volta i talismani e la allestiscono come punto di riferimento. Viaggiano spingendosi più lontano di quanto gli abitanti della città si siano mai spinti e trovano un albero con piccole bottiglie che penzolano dai rami, subito dopo però Sara ha un'altra crisi. Intanto in città, gli abitanti continuano a costruire la torre radio sulla Casa Coloniale, ma non hanno l'alimentazione necessaria. Donna dunque ha un momento di sconforto, anche perché un membro della Casa Coloniale si è suicidato. Lei pensa che gli abitanti ora stiano collaborando motivati dalla speranza di andar via, ma che se poi il tentativo dovesse fallire, gli abitanti non sarebbero motivati più da nulla, sprofondando nello sconforto e nella rassegnazione. Tian-Chen poi dopo dà a Jade l'idea di utilizzare l'elettricità delle case della città. Inoltre Jim e Tabitha scavando potrebbero esser arrivati a trovare qualcosa. Sara si risveglia in una tenda con Boyd, lui le fa vedere che nelle bottiglie di vetro appese c'erano dei ritagli di carta, uno dei quali risalente addirittura al 1864. Sara spiega che questa volta la voce che lei sentiva era una voce femminile che non aveva mai sentito prima. Questa voce le diceva di dire a Boyd che il suo piano è molto pericoloso, in quanto spingendosi troppo in profondità della foresta potrebbero imbattersi in cose anche peggiori dei mostri. Sara inoltre si rivolge a Boyd usando il soprannome datogli da Abby. Subito dopo, improvvisamente, la tenda viene attaccata da una forza invisibile. Quando l'assalto cessa, la tenda viene illuminata dall'esterno e i due sentono un forte suono.

## I posti in cui andremo
- Titolo originale: Oh, the Places We'll Go
- Diretto da: Jeff Renfroe
- Scritto da: John Griffin

### Trama
I cittadini raccolgono quanti più cavi possibili per alimentare la torre radio. Ellis chiede a Fatima di sposarlo e lei accetta. Kenny fa un avance a Kristi, ma lei inizialmente lo respinge perché già fidanzata. Boyd e Sara escono dalla tenda e scoprono di trovarsi in una zona della foresta coperta di ragnatele. Boyd viene morso da alcuni ragni quando si avvicina a quello che crede essere un bozzolo di Abby. Boyd delira a causa dei morsi dei ragni, ma Sara lo convince a perseverare. Gli abitanti della città intanto riescono a far funzionare la torre radio, ma subito dopo si avvicina una tempesta. Jim finalmente raggiunge qualcuno alla radio, ma la voce lo chiama per nome e lo avverte che Tabitha non dovrebbe scavare. Intanto cominciano ad esplodere alcuni dispositivi elettrici da loro usati. Mentre Jim corre verso casa, il buco che loro avevano scavato nel seminterrato crolla e Tabitha cade in una grotta dove viene inaspettatamente raggiunta da Victor. Victor le dice che il bambino vestito di bianco l'aveva avvisato che lei sarebbe arrivata, inoltre le dice che i mostri dormono nel sottosuolo, e che quindi devono andar via da lì. Jim si dispera non riuscendo a capire dov'è sua moglie. Boyd e Sara si accorgono che la luce e il suono avvertiti nella tenda la sera prima provengono da un faro. Mentre si avvicinano però Boyd inizia a star molto male. Giunge il bambino vestito di bianco che ordina loro di entrare in un determinato albero da lui indicato. Sara spinge Boyd nell'albero e lui viene trasportato in un pozzo dove rimane intrappolato. Alla città invece si vede un autobus che arriva lì.